# La storia de Il Naso di Nikolaj V. Gogol'
La storia de Il Naso di Nikolaj V. Gogol' è un'opera di Andrea Camilleri pubblicata nel 2010 dal Gruppo Editoriale L'Espresso. Il libro riporta il testo della lettura pubblica tenuta da Camilleri il 26 settembre 2010 all'Auditorium Parco della Musica di Roma.

## Trama
Camilleri ripropone a suo modo la storia di un naso che dopo aver lasciato misteriosamente il viso del suo proprietario, ha acquistato vita propria e se ne va a passeggiare per la Prospettiva Nevskij di San Pietroburgo. Camilleri confessa inizialmente la sua insufficienza nell'affrontare un autore che può essere considerato uno dei padri della letteratura russa e mondiale: egli è come uno zoppo che voglia competere con un centometrista.
Il racconto di Gogol è un'occasione per Camilleri per accompagnare il lettore per le strade della città russa nella ricerca del naso del suo disgraziato padrone e nello stesso tempo riflettere sulle sopraffazioni, il gretto servilismo, l'ignoranza di una classe borghese chiusa nel suo egoismo.

## Edizioni
- Andrea Camilleri, La storia de Il Naso di Nikolaj V. Gogol', Roma, Gruppo Editoriale L'Espresso, 2010,  p. 96, ISBN.